# Proclamas del Consejo Central Ucraniano
Las Proclamas de la Rada Central Ucraniana (en ucraniano: Універса́ли Украї́нської Центра́льної Ра́ди), Edicto-Proclama - fueron emitidas por el parlamento ucraniano para general conocimiento, de forma similar a los emitidos por los Hetman de los tiempos cosacos. La Rada Central Ucraniana (en sus siglas ucranianas УЦР, UTsR), emitió 4 proclamas universales que definieron las etapas del estado ucraniano, desde su autonomía a su independencia. Las dos primeras proclamas universales establecen los resultados de los acuerdos entre el Rada Central Ucraniana y el Gobierno provisional ruso, mientras las dos últimas son emitidas durante el gobierno en la República Rusa del Sovnarkom encabezado por Lenin.

## Primera Proclama Universal
El 23 de junio de 1917 — proclama la autonomía de Ucrania («однині самі будемо творити наше життя»: Nosotros solos elegiremos nuestra vida). Esta fue la respuesta de la Rada Central Ucraniana al Gobierno Provisional a la negativa predisposición hacia la autonomía de Ucrania. De acuerdo con la Primera Proclama, «ningún movimiento de alejamiento de Rusia.... el pueblo ucraniano tiene que hacerse cargo de sus vidas», y la ley debe de ser aceptada por la Asamblea Ucraniana de Todo el Pueblo. El autor de la Primera Proclama Universal fue Volodímir Vinnichenko. La proclama de autonomía fue el 28 de junio de 1917, creando el Secretariado General (Gobierno).

### Términos de la Primera Proclama Universal
- 1.- Proclamación de la autonomía de Ucrania dentro de la República Rusa;
- 2.- El poder en Ucrania dimana del pueblo ucraniano;
- 3.- El destino de Ucrania será definido en la Asamblea Ucraniana de Todo el Pueblo (Всенародні Українські Збори) (Seym o Parlamento);
- 4.- La Asamblea Ucraniana aprueba leyes, y solo esas leyes tienen efectividad en el territorio de Ucrania;
- 5.- Manifestación del deseo que, los no ucranianos que vivan en territorio de Ucrania, junto con los ucranianos construyan la autonomía.

La Primera Proclama Universal fue publicada por la segunda Junta Militar de toda Ucrania.
- Wikisource contiene obras originales de o sobre Texto de la Primera Proclama Universal.

## Segunda Proclama Universal
El 16 de julio de 1917 — se establecen los resultados de los acuerdos entre la Rada Central Ucraniana y el Gobierno Provisional. Se reconoce a la Rada Central Ucraniana y al Secretariado General como órgano regional de Ucrania, al mismo tiempo que el Secretariado General es el órgano central de gobierno. Por un lado, la Rada Central Ucraniana reconoce a la Asamblea Constituyente Rusa y hasta la convocatoria de su reunión no se tomará ninguna decisión tendente a conseguir la autonomía de Ucrania.

### Términos de la Segunda Proclama Universal
- 1.- La Rada Central Ucraniana debe incluir representantes de otros pueblos que viven en Ucrania.
- 2.- Miembros de la Rada Central formarán el Secretariado General, actuando frente al Gobierno Provisional
- 3.- La Rada Central iniciará el desarrollo de la ley de autonomía de Ucrania, que deberá ser ratificada por la Asamblea Constituyente Ucraniana, antes de la cual, la Rada Central Ucraniana no tomará decisión alguna sobre la autonomía de Ucrania.
- 4.- La formación del ejército ucraniano recae bajo el control del Gobierno Provisional

La Segunda Proclama Universal fue promulgada en sesión de la Rada Central Ucraniana. 
- Wikisource contiene obras originales de o sobre Texto de la Segunda Proclama Universal.

## Tercera Proclama Universal
El 20 de noviembre de 1917 — Proclama la República Popular Ucraniana. Formalmente no rompe los lazos federales con la República Rusa, declarando los principios democráticos: libertad de expresión, prensa, religión, asamblea, reunión, huelga, inviolabilidad del domicilio; declara la autonomía nacional para las minorías (rusos, polacos y judíos), aboliendo la pena de muerte, así como el derecho a la propiedad privada de la tierra y el derecho de propiedad a las personas sin tierra, la jornada laboral de ocho horas, declara la reforma local de autogobierno, señala el 9 de enero de 1918 como fecha de la votación para la Asamblea Constituyente Ucraniana, y serán publicados los resultados el 22 de enero de 1918.

### Términos de la Tercera Proclama Universal
- 1.- Ucrania se proclama como República Popular Ucraniana, sin separarse de la República Rusa.
- 2.- Los poderes de la Asamblea Constituyente Ucraniana emanan de la Rada Central Ucraniana y del Secretariado General.
- 3.- La República Popular de Ucrania es proclamada en el territorio de 9 gubérniyas (provincias)
- 4.- Abolición del derecho a la propiedad privada de la tierra.
- 5.- La República Popular de Ucrania inicia sus propias negociaciones de paz con Alemania y sus aliados (véase Tratado de Brest-Litovsk (Ucrania)).
- 6.- Las libertades democráticas son establecidas: libertad de idioma, libertad de prensa, etc.
- 7.- Establecimiento de la jornada laboral de 8 horas.
- 8.- Se establece el control estatal sobre la producción.
- 9.- Se señala diciembre para la votación de la Asamblea Constituyente de Ucrania
- Wikisource contiene obras originales de o sobre Texto de la Tercera Proclama Universal.

## Cuarta Proclama Universal

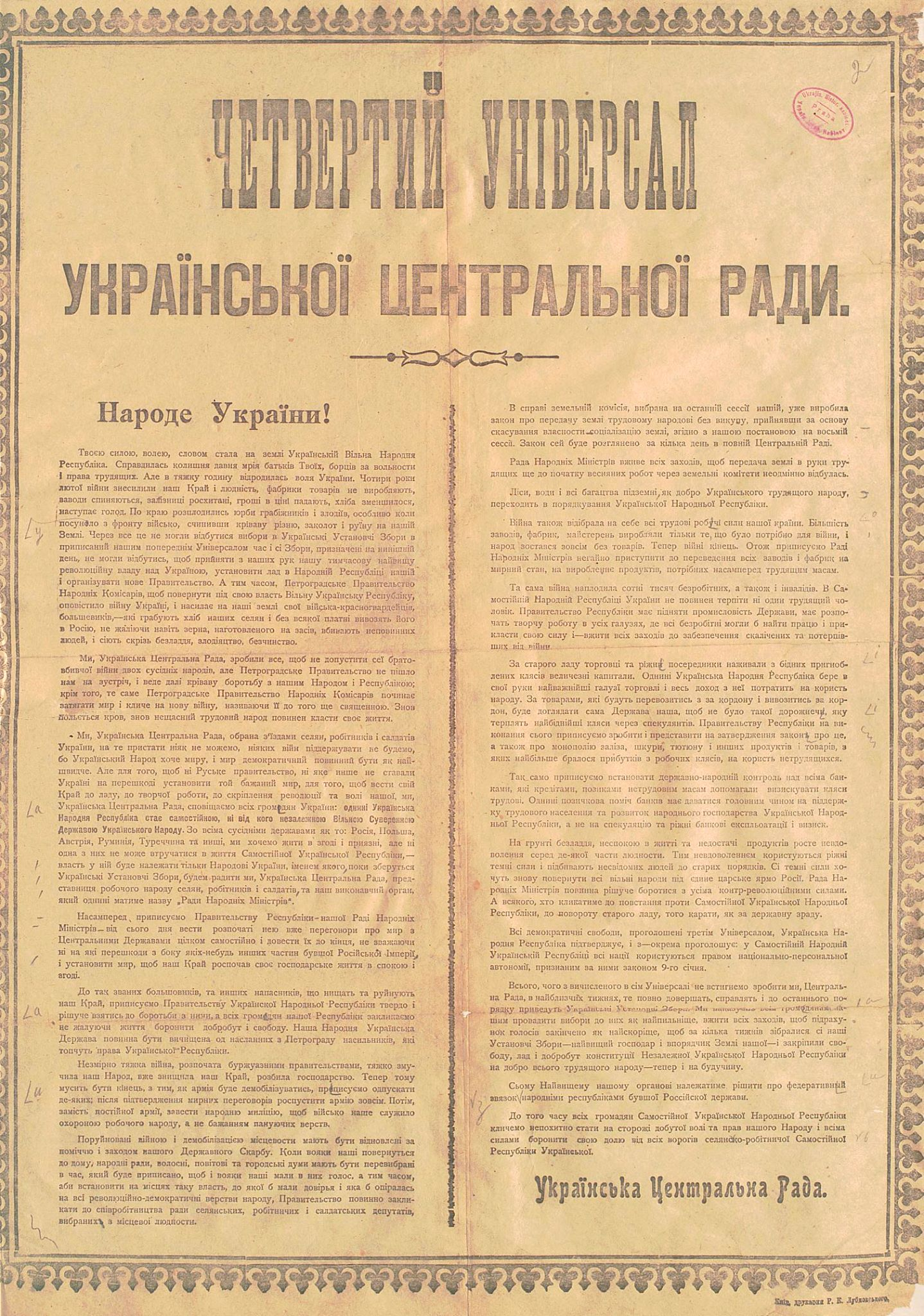
Cuarta Proclama Universal

El 22 de enero de 1918, se proclama la independencia de la República Popular Ucraniana «soberana, no dependiente de nadie, estado libre y soberano del pueblo ucraniano», y su brazo ejecutivo, el Secretariado General, es sustituido por el Consejo de Ministros del Pueblo (Рада Народних Міністрів). Reemplaza el ejército permanente por una milicia, se hace cargo de organizar las elecciones para la Asamblea Constituyente Ucraniana, censo, regionales y locales, establece el monopolio comercial, control de los bancos, confirma la ley de transmisión de la tierra a los desposeídos, establece la abolición de la propiedad y como base la socialización de la tierra. El Consejo de Ministros del Pueblo continúa a cargo del inicio de las negociaciones con los estados centrales y consecución de la paz. Llama a los ciudadanos de la República Popular Ucraniana a luchar contra los bolcheviques

### Términos de la Cuarta Proclama Universal
- 1.- La República Popular Ucraniana se proclama estado independiente, libre y soberano de la nación ucraniana.
- 2.- Con los países fronterizos, la República Popular Ucraniana desea vivir en paz y armonía.
- 3.- El poder en Ucrania emana del pueblo ucraniano, y en su representación, hasta la elección de la Asamblea Constituyente de Ucrania, actuará la Rada Central Ucraniana.
- 4.- La política de los bolcheviques, que conduce a una guerra civil, es sujeto de cruel crítica.
- 5.- El parlamento de la República Popular Ucraniana conducirá la lucha contra los aliados de los bolcheviques en Ucrania.
- 6.- El parlamento de la República Popular Ucraniana iniciará inmediatamente negociaciones de paz con Alemania.
- 7.- La República Popular Ucraniana planea realizar reformas agrarias en beneficio de los intereses de los campesinos.
- 8.- El estado establece el control en el comercio y la banca.

La III y IV Proclama Universal se lleva a cabo con los votos de la «Pequeña Rada», que tiene un número significativo de proyectos de ley.
La Cuarta Proclama Universal fue publicada en periódicos y carteles en idiomas ucraniano, ruso, polaco e yidis.
- Wikisource contiene obras originales de o sobre Texto de la Cuarta Proclama Universal.

El Directorio de Ucrania prácticamente no trabaja con Declaraciones Universales. En lugar de ellas, emite “Declaraciones”.